# Wayne Brown (calciatore 1977)
Wayne Lawrence Brown (Barking, 20 agosto 1977) è un allenatore di calcio ed ex calciatore inglese, di ruolo difensore.

## Carriera

### Giocatore
Esordisce tra i professionisti nella stagione 1997-1998, in cui gioca una partita nella seconda divisione inglese con l'Ipswich Town e 2 partite in quarta divisione al Colchester Utd, in cui trascorre un breve periodo in prestito; anche nella stagione 1998-1999 gioca una sola partita, mentre nella stagione 1999-2000 scende in campo con maggior regolarità, giocando 25 partite di campionato (più 2 nei play-off, al termine dei quali la sua squadra viene promossa in prima divisione) e segna anche un gol, il suo primo in carriera tra i professionisti. L'anno seguente gioca però solamente 4 partite in prima divisione, più altre 2 in seconda divisione in prestito al QPR. Nella stagione 2001-2002 gioca invece solamente una partita in FA Cup prima di essere ceduto in prestito a Wimbledon FC (nella prima parte della stagione) e Watford (nella seconda parte della stagione), entrambi in seconda divisione.
Nella stagione 2002-2003 gioca ancora in questa categoria ma con l'Ipswich Town, nel frattempo retrocesso: dopo 9 partite viene però ceduto nella sessione invernale del calciomercato al Watford, con cui continua a giocare in seconda divisione (incluso anche un prestito al Gillingham nella medesima categoria) fino al termine della stagione 2003-2004. Tra il 2004 ed il 2007 milita nel Colchester Utd, con cui nella stagione 2005-2006 conquista una promozione dalla terza alla seconda divisione, categoria in cui nella stagione 2006-2007 gioca tutte e 46 le partite in programma nel campionato. L'anno seguente vince poi i play-off con l'Hull City, che conquista così la prima promozione della propria storia in prima divisione: dopo una sola presenza in Premier League, Brown viene però ceduto in prestito prima al Preston N.E. (in seconda divisione) e poi al Leicester City (in terza divisione), con cui vince il campionato. Trascorre quindi in seconda divisione sia la stagione 2009-2010 (alle Foxes) che la stagione 2010-2011, nuovamente al Preston. Nella stagione 2011-2012 si accasa al Bury Town, club di settima divisione, ritirandosi però dopo pochi mesi senza mai aver giocato in campionato e con solo 2 presenze in partite ufficiali (una nel FA Trophy ed una nella Isthmian League Cup).
In carriera ha giocato complessivamente 5 partite nella prima divisione inglese e 240 partite (più 5 nei play-off) con 6 gol segnati in seconda divisione.

### Allenatore
Tra il 2013 ed il 2016 allena la formazione Under-18 del Colchester Utd, con anche una parentesi come allenatore ad interim della prima squadra nel dicembre del 2015 (una vittoria in FA Cup contro l'Altrincham e 2 sconfitte in altrettante partite di campionato). Dal 2016 al 2018 ha invece allenato la formazione Under-23 del Colchester United. Nel 22 maggio 2018 diventa allenatore del Maldon & Tiptree, club della North Division della Isthmian League (ottava divisione inglese).

## Palmarès

### Giocatore

#### Competizioni nazionali
- Football League One: 1

Leicester City: 2008-2009